# 解体工事施工技士
解体工事施工技士（かいたいこうじせこうぎし）は、国土交通省管轄の国家資格で、
500万以下の解体工事を行うための解体工事業の登録及び施工に必要な技術管理者になることができる。
「建設工事に係る資材の再資源化等に関する法律」（解体工事業に係る登録等に関する省令第七条第三号）に規定された国土交通大臣登録試験（登録番号1番）。
建設業法に定める施工管理技士とは、対象分野が近接しており、名前も類似しているものの直接の関係はない。ただし、解体工事施工技士試験合格者は、ただちに建設業法上の業種としての解体工事業の主任技術者となることができる。また、合格後2年以上の指導監督的実務経験の後、建設業法上の業種としての解体工事業の監理技術者となることができる。

## 受験資格
学歴に応じた年数の解体工事の実務経験が必要となる。学歴は不問。ただし実務経験8年が必要となる。
- 解体工事施工技士資格制度の概要

## 解体工事業の登録
解体工事施工技士の資格を持っていると、解体工事業の登録が可能になる。
正確には解体工事業で設置が必要な技術管理者になることができる。
解体工事業登録とは、500万円以下の解体工事を請け負うために必要な登録。
500万円以上の解体工事を請け負う場合は建設業許可が必要。
登録は都道府県単位で行われ、大阪府建築振興課で登録すれば、大阪府内の解体工事の仕事を請け負うことが可能になる。奈良県や兵庫県で解体工事を請け負う場合は奈良県や兵庫県で登録が必要になる。
解体工事業で必要な要件は以下の通り
・会社か個人事業主
・管理技術者
・事務所（個人事業主の自宅でも登録可能）
この中で一番重要なのは管理技術者になる。
管理技術者の要件は8年以上の解体工事の経験か国家資格者。
解体工事施工技士の免状を添付することで登録が可能。